# Anna Kotikova
Anna Mikhaïlovna Kotikova (en russe : Анна Михайловна Котикова), née le 13 octobre 1999 à Chouïa en Russie, est une joueuse de volley-ball russe évoluant au poste de réceptionneuse-attaquante.

## Biographie

### Carrière
Née à Chouïa, dans l'oblast d'Ivanovo, elle est diplômée de l'école locale № 7. Elle commence le volley-ball avec sa sœur jumelle Anastasia au club nommé « Shuyanochka » où elle fut entraînée par Marina Serova,,.
En 2015, sa carrière professionnelle débute sous les couleurs du Dinamo Kazan, son club formateur, où elle y évolue durant six saisons et remporte notamment le Championnat de Russie en 2020. En 2021, elle signe un contrat avec le Dinamo Krasnodar.  
A l'intersaison 2022, elle quitte son pays pour le club français du Volero Le Cannet, avec lequel elle remporte le Championnat de Ligue A dès sa première année.

### Équipe nationale russe
Avec l'équipe de Russie des moins de 19 ans, elle remporte le Championnat d'Europe en 2016 (en), compétition où elle est désignée meilleure joueuse et pointue. Un an plus tard, elle est finaliste du Championnat du monde des moins de 20 ans 2017 (en), tournoi remporté par la Chine et où elle est élue meilleure pointue.  
Elle fait ses débuts avec l'équipe de Russie en 2018, année où elle dispute notamment la Ligue des nations.

## Clubs
- Dinamo Kazan (2015–2021)
- Dinamo Krasnodar (2021–2022)
- Volero Le Cannet (2022–2024)
- Pallavolo Scandicci (it) (2024–)

## Palmarès

### En sélection
- Championnat d'Europe des moins de 19 ans (1) :
  - Vainqueur en 2016 (en).
- Championnat du monde des moins de 20 ans :
  - Finaliste en 2017 (en).

### En club

#### en Russie
- Championnat de Russie (1) :
  - Vainqueur : 2020.
  - Finaliste : 2017, 2018.
- Coupe de Russie (4) :
  - Vainqueur : 2017, 2018, 2020, 2021.
- Supercoupe de Russie (en) (1) :
  - Vainqueur : 2020.
  - Finaliste : 2017, 2018.

#### en France
- Championnat de France (1) :
  - Vainqueur : 2023.
- Supercoupe de France (1) :
  - Vainqueur : 2023.
  - Finaliste : 2022.

### Distinctions individuelles
- Championnat d'Europe des moins de 19 ans 2016 (en) — Meilleure joueuse, meilleure pointue (2).
- Championnat du monde des moins de 20 ans 2017 (en) — Meilleure pointue.
- Championnat de France 2022-2023 — Meilleure serveuse.